# Réjean Paul
Pour les articles homonymes, voir Paul (patronyme).
Réjean Paul est un juge québécois (né au Québec en 1943 et mort le 10 janvier 2015 à Belœil). Magistrat à la Cour supérieure du Québec, il est surtout connu pour avoir présidé au mégaprocès des Hells Angels en 2002 et 2003 à la suite de la démission inattendue de Jean-Guy Boilard. 

## Biographie
Il devient avocat et se joint au bureau fédéral du ministère canadien de la justice en 1967 sur la suggestion de l'avocat Louis-Philippe Landry. Il travaille alors avec l'ex-ministre Serge Ménard.  Pendant la Commission Keable il est procureur du Solliciteur général du Canada. 
En 1980, il est nommé juge à la cour supérieure. 
En 1997, il est temporairement relevé de ses fonctions à la suite d'allégations d'irrégularités dans ses comptes de voyage, mais il n'est pas accusé.
En 2001, il a jugé en faveur des travailleurs de la Place des Arts lors de la  grève qui toucha durement le milieu artistique. 
Lors du grand procès des Hell's, le juge Paul avait notamment menacé l'avocat Réal Charbonneau d'outrage au tribunal. Lorsque le procès a pris plus longtemps que prévu, il a ordonné à la commission des services juridiques que les avocats reçoivent cinq cents dollars par jour. Les motards, eux, ont reçu de longues peines de prison. 
En 2004, il a été nommé médiateur dans le conflit opposant les Algonquins et les forestiers de l'Abitibi.
Le juge Réjean Paul est mort le 10 janvier 2015, d'un cancer, à 71 ans, en soins palliatifs, à la Maison Victor-Gadbois, à Belœil, en Montérégie,.